# Giric
Giric, of Giric mac Dúngail (?, ? - ?, ?), was koning van Schotland nadat hij koning Aedh had gedood in 878. Hij regeerde samen met zijn (vermoedelijke) pleegzoon Eochaid.
Giric nam Bernicia in en viel Deira binnen, het gebied van de Angelen. De Schotten van Argyll hadden in deze periode in ieder geval een sterke vloot.
Giric was aanhanger van de kerk van Columba van Iona en hief de beperkingen op die de Picten eerder aan deze kerk hadden opgelegd.
Op 16 juni 885, de dag van St. Cyrus, vond een zonsverduistering plaats. In 889 zijn zowel Eochaid als Giric verbannen uit het koninkrijk. Donald II, zoon van Constantijn I werd de volgende koning.